# Péter Holoda
Péter Holoda, né le 9 janvier 1996 à Debrecen, est un nageur hongrois, spécialiste de nage libre et de papillon.

## Carrière
Il est médaillé de bronze du 100 m nage libre et du 50 m papillon aux Championnats d'Europe juniors de natation 2014.
Il remporte la médaille de bronze du relais 4 × 100 m nage libre aux Championnats du monde 2017.

## Palmarès

### Championnats du monde

#### Grand bassin
- Championnats du monde 2017 à Budapest :
  -  Médaille de bronze du relais 4 × 100 m nage libre